# Ōchō
Ōchō (japanisch 応長) ist eine japanische Ära (Nengō) von Mai 1311 bis April 1312 nach dem gregorianischen Kalender. Der vorhergehende Äraname ist Enkei, die nachfolgende Ära heißt Shōwa. Die Ära fällt in die Regierungszeit des Kaisers (Tennō) Hanazono.
Der erste Tag der Ōchō-Ära entspricht dem 17. Mai 1311, der letzte Tag war der 26. April 1312. Die Ōchō-Ära dauerte zwei Jahre oder 364 Tage.

## Ereignisse
- 1311 Hōjō Sadatoki neunter Shōgun Japans stirbt